# I’m Not Dead
I'm Not Dead – czwarty album studyjny amerykańskiej wokalistki Pink. Został wydany w kwietniu 2006 roku. Odniósł większy sukces niż poprzedni album Pink, Try This.
Promowany przez siedem singli: "Stupid Girls", "Who Knew", "U + Ur Hand", "Nobody Knows", "Leave Me Alone (I'm Lonely)", "Dear Mr. President" i "'Cuz I Can".

## Lista utworów
- Wydanie amerykańskie

| #   | Tytuł                                                      | Autor tekstu                              | Długość |
| --- | ---------------------------------------------------------- | ----------------------------------------- | ------- |
| 1.  | "Stupid Girls"                                             | (Pink, Billy Mann, Robin Mortensen Lynch) | 3:17    |
| 2.  | "Who Knew"                                                 | (Pink, Max Martin, Lukasz Gottwald)       | 3:28    |
| 3.  | "Long Way to Happy"                                        | (Pink, Butch Walker)                      | 3:49    |
| 4.  | "Nobody Knows"                                             | (Billy Mann, Pink)                        | 3:59    |
| 5.  | "Dear Mr. President" (ft. Indigo Girls)                    | (Billy Mann, Pink)                        | 4:33    |
| 6.  | "I'm Not Dead"                                             | (Billy Mann, Pink)                        | 3:46    |
| 7.  | "Cuz I Can"                                                | (Pink, Max Martin, Lukasz Gottwald)       | 3:43    |
| 8.  | "Leave Me Alone (I'm Lonely)"                              | (Pink, Butch Walker)                      | 3:18    |
| 9.  | "U + Ur Hand"                                              | (Pink, Max Martin, Lukasz Gottwald, Rami) | 3:34    |
| 10. | "Runaway"                                                  | (Billy Mann, Pink)                        | 4:23    |
| 11. | "The One That Got Away"                                    | (Billy Mann, Pink)                        | 4:42    |
| 12. | "I Got Money Now"                                          | (Pink, Mike Elizondo)                     | 3:55    |
| 13. | "Conversations with My 13 Year Old Self"                   | (Billy Mann, Pink)                        | 3:50    |
| 14. | "I Have Seen the Rain" (ft. James T. Moore) (hidden track) | (James T. Moore)                          | 3:29    |

- Wydanie światowe

| #   | Tytuł                                                      | Autor tekstu       | Długość |
| --- | ---------------------------------------------------------- | ------------------ | ------- |
| 14. | "Fingers"                                                  | (Billy Mann, Pink) | 4:13    |
| 15. | "I Have Seen the Rain" (ft. James T. Moore) (hidden track) | (James T. Moore)   | 3:29    |

- Wydanie brytyjskie

| #   | Tytuł                                                      | Autor tekstu                       | Długość |
| --- | ---------------------------------------------------------- | ---------------------------------- | ------- |
| 14. | "Fingers"                                                  | (Billy Mann, Pink)                 | 4:13    |
| 15. | "Centerfold"                                               | (Pink, Greg Kurstin, Cathy Dennis) | 3:20    |
| 16. | "I Have Seen the Rain" (ft. James T. Moore) (hidden track) | (James T. Moore)                   | 3:29    |

### Listy sprzedaży
| Lista                          | Wydawca                            | Pozycja | Sprzedaż   | Certyfikaty |
| ------------------------------ | ---------------------------------- | ------- | ---------- | ----------- |
| Australian ARIA Album Chart    | ARIA                               | 1       | 560,000    | 7x platyna  |
| Austria Albums Chart           | Media Control Europe               | 1       | 30,000     | 1x platyna  |
| Belgium Albums Chart           | Ultratop / Nielsen                 | 3       | 25,000+    | złota płyta |
| Billboard 200 (USA)            | Billboard                          | 6       | 618,755    | złota płyta |
| Billboard Digital Albums (USA) | Billboard                          | 6       | 618,755    | złota płyta |
| Canada Albums Chart            | Nielsen SoundScan                  | 2       | 200,000+   | 2x platyna  |
| Czech Republic Albums Chart    | IFPI                               | 19      |            |             |
| Denmark Albums Chart           | IFPI / Nielsen                     | 13      | 15,000+    | złota płyta |
| Estonian Album Chart           | Pedrobeat                          | 6       | 5,000+     | złota płyta |
| Europe Charts                  | IFPI                               | 1       | 1,800,000+ | 1x platyna  |
| Finland Albums Chart           | GLF                                | 3       | 15,000+    | złota płyta |
| France Albums Chart            | SNEP/IFOP                          | 7       | 186,800    | 1x platyna  |
| Germany Albums Top 50          | Media Control                      | 1       | 400,000+   | 2x platyna  |
| Greece Albums Chart            | IFPI                               | 2       |            |             |
| Hungary Albums Chart           | MAHASZ                             | 9       | 6,000+     | złota płyta |
| Ireland Albums Chart           | IRMA                               | 9       |            |             |
| Italy Albums Chart             | FIMI/Nielsen                       | 31      | 40.000+    | złota płyta |
| Japan Albums Chart             | Oricon                             | 19      | 37,880     |             |
| Netherlands Albums Chart       | Mega Charts BV                     | 4       |            |             |
| New Zealand Albums Chart       | RIANZ                              | 13      | 7,500+     | złota płyta |
| Norway Albums Chart            | VG Nett                            | 4       |            |             |
| Poland Albums Chart            | ZPAV                               | 39      | 8,000+     |             |
| Portugal Albums Chart          | AC Nielsen Portugal                | 28      |            |             |
| Sweden Albums Chart            | GLF                                | 7       | 30,000+    | złota płyta |
| Switzerland Albums Chart       | Media Control Europe               | 1       | 30,000+    | 1x platyna  |
| UK Official Top 75 Albums      | BPI/The Official UK Charts Company | 3       | 1,000,000+ | 3x platyna  |
| United World Chart             | Media Traffic                      | 2       | 4,007,000  | 2x platyna  |
| Worldwide (total sales)        | Mediatraffic + 7.5% not covered    |         | 4,307,525  |             |